# Arthur Gore (tenisista)
Arthur William Charles Wentworth Gore (ur. 2 stycznia 1868 w Lyndhurst, zm. 1 grudnia 1928 w Londynie) – brytyjski tenisista, zwycięzca Wimbledonu w grze pojedynczej i grze podwójnej, mistrz olimpijski w grze pojedynczej i podwójnej.
Nie był spokrewniony z pierwszym zwycięzcą Wimbledonu z 1877 roku, Spencerem Gore’em.

## Kariera tenisowa
Gore był zawodnikiem praworęcznym, z ofensywnym forhendem. Bekhend grał niemal wyłącznie defensywnie.
Jest tenisistą, który najczęściej uczestniczył w Wimbledonie. Debiutował w 1888 roku – w grze pojedynczej startował do 1922 roku, w deblu do 1927 roku. Bilans jego występów singlowych, 64 zwycięstwa, 26 porażek, przetrwał kilkadziesiąt lat jako rekordowy, poprawiony został przez Jimmy’ego Connorsa. Gore wygrał trzykrotnie grę pojedynczą (jest ponadto najstarszym zwycięzcą turnieju), walczył o tytuł jeszcze pięciokrotnie (obowiązywała w tym okresie zasada challenge round – obrońca tytułu nie walczył w turnieju, grał jedynie o tytuł z wyłonionym w turnieju all comers pretendentem). Wygrał ponadto raz grę podwójną, w 1908 roku, razem z Herbertem Roperem-Barrettem i był z nim w dwóch finałach.
W 1900 roku Arthur Gore był kapitanem i zawodnikiem w pierwszej edycji rozgrywek o Puchar Davisa w Bostonie (Anglicy przegrali z Amerykanami). Uczestniczył w tej rywalizacji także w 1907 roku.
Na igrzyskach olimpijskich w Londynie w 1908 roku Gore triumfował zarówno w grze pojedynczej, jak i podwójnej (z Herbertem Barrettem) w turnieju halowym (rozegrano także turniej na wolnym powietrzu).
W 1911 roku został wybrany na prezydenta All England Lawn Tennis and Croquet Club, organizatora turnieju wimbledońskiego. W 2006 roku jego nazwisko wpisano do Międzynarodowej Tenisowej Galerii Sławy.

### Finały w turniejach wielkoszlemowych

#### Gra pojedyncza (3–5)
| Końcowy wynik | Nr | Data | Turniej           | Nawierzchnia | Przeciwnik            | Wynik finału            |
| ------------- | -- | ---- | ----------------- | ------------ | --------------------- | ----------------------- |
| Finalista     | 1. | 1899 | Wimbledon, Londyn | Trawiasta    | Reginald Doherty      | 6:1, 6:4, 3:6, 3:6, 3:6 |
| Zwycięzca     | 1. | 1901 | Wimbledon, Londyn | Trawiasta    | Reginald Doherty      | 4:6, 7:5, 6:4, 6:4      |
| Finalista     | 2. | 1902 | Wimbledon, Londyn | Trawiasta    | Lawrence Doherty      | 4:6, 3:6, 6:3, 0:6      |
| Finalista     | 3. | 1907 | Wimbledon, Londyn | Trawiasta    | Norman Brookes        | 4:6, 2:6, 2:6           |
| Zwycięzca     | 2. | 1908 | Wimbledon, Londyn | Trawiasta    | Herbert Roper Barrett | 6:3, 6:2, 4:6, 3:6, 6:4 |
| Zwycięzca     | 3. | 1909 | Wimbledon, Londyn | Trawiasta    | Josiah Ritchie        | 6:8, 1:6, 6:2, 6:2, 6:2 |
| Finalista     | 4. | 1910 | Wimbledon, Londyn | Trawiasta    | Anthony Wilding       | 4:6, 5:7, 6:4, 2:6      |
| Finalista     | 5. | 1912 | Wimbledon, Londyn | Trawiasta    | Anthony Wilding       | 4:6, 4:6, 6:4, 4:6      |

#### Gra podwójna (1–2)
| Końcowy wynik | Nr | Data | Turniej           | Nawierzchnia | Partner               | Przeciwnicy                    | Wynik finału       |
| ------------- | -- | ---- | ----------------- | ------------ | --------------------- | ------------------------------ | ------------------ |
| Finalista     | 1. | 1908 | Wimbledon, Londyn | Trawiasta    | Herbert Roper Barrett | Josiah Ritchie Anthony Wilding | 1:6, 2:6, 6:1, 7:9 |
| Zwycięzca     | 1. | 1909 | Wimbledon, Londyn | Trawiasta    | Herbert Roper Barrett | Stanley Doust Harry Parker     | 6:2, 6:1, 6:4      |
| Finalista     | 2. | 1910 | Wimbledon, Londyn | Trawiasta    | Herbert Roper Barrett | Josiah Ritchie Anthony Wilding | 1:6, 1:6, 2:6      |